# Sanchez (chanteur)
Pour les articles homonymes, voir Sanchez.
Sanchez, de son vrai nom Kevin Anthony Jackson est un chanteur jamaïcain de reggae né à Kingston en 1964.
Il est principalement connu pour ses chansons dans un registre romantique.

## Biographie
Né à Kingston, Jackson a grandi dans les régions de Stony Hill et de Waterford. Son surnom "Sanchez" lui a été attribué en raison de son talent au football - une référence à un footballeur de ce nom. Il a chanté depuis son plus jeune âge dans la chorale de l’église apostolique Rehoboth à Ste Catherine. Après avoir travaillé avec plusieurs systèmes de son Kingston, d'abord comme sélecteur du système de son Rambo Mango, il a commencé à enregistrer et a eu son premier succès avec "Lady In Red", enregistré pour le producteur Red Man en 1987. En 1988, il était l'un des chanteurs les plus populaires de la Jamaïque et lors de sa performance au Reggae Sunsplash.cette année-là, il fut rappelé pour six rappels. Il a eu d’autres succès importants avec "Loneliness Leave Me Alone", produit par Winston Riley, et avec sa version de "Baby Can I Hold You" de Tracy Chapman, qui était incluse dans Philip "Fatis" Burrell - produite. Album numéro un (1989). Il a travaillé avec plusieurs d'autres grands producteurs, y compris la Jamaïque King Jammy, Bobby numérique et Donovan Germain.
Son album de 2000, Simply Being Me, a atteint la 14e position du palmarès Billboard Top Reggae Albums des États-Unis et le numéro de 2002 de Stays on My Mind, de 9.
Principalement connu pour ses chansons d'amour et ses reprises de chansons pop et R & B, dans les années 1990, il mélange des thèmes évangéliques à d'autres sujets de ses albums et publie le totalement évangile Who is This Man en 1999 et He's Got the Power en 2003. 
En 2012, il a révélé qu'il est désormais "producteur à temps plein" et collabore avec l'ingénieur de studio et écrivain Rodnie "Tenor" Lion. En mai, il révéla qu'il travaillait sur deux albums autoproduits, un dancehall (comme un général) et un gospel (il n'y a pas d'autre semblable à toi Seigneur).

## Discographie
- 1987 - Sanchez (VP Records)
- 1989 - Number One (RAS Records)
- 1989 - Number One Dub (ROIR Records)
- 1989 - Pinchers meets Sanchez (VP Records)
- 1991 - I Can't Wait (VP Records)
- 1991 - In Fine Style (VP Records)
- 1992 - One for Me (VP Records)
- 1993 - Tell It Like It Is (VP Records)
- 1994 - Missing You (VP Records)
- 1995 - Here I Am (VP Records)
- 1996 - Praise Him (VP Records)
- 1996 - Brown Eye Girl (VP Records)
- 1997 - One in a Million: The Best of Sanchez (compilation), (VP Records)
- 1999 - Perilous Time (Artists Only Records)
- 1999 - True Identity (VP Records)
- 2000 - Who Is This Man (VP Records)
- 2000 - Simply Being Me (VP Records)
- 2001 - Best of Sanchez: Back at One (compilation), (VP Records)
- 2002 - Stays On My Mind (VP Records)
- 2003 - He's Got The Power (VP Records)
- 2003 - No More Heartaches (VP Records)